# NGC 1203-1
NGC 1203-1 (другие обозначения — MCG -3-8-70, PGC 11603) — эллиптическая галактика (E) в созвездии Эридан.
Этот объект входит в число перечисленных в оригинальной редакции «Нового общего каталога».
Галактика PGC 11599 или NGC 1203B часто называется частью NGC 1203, но она слишком мала, чтобы Ливенворт мог её увидеть. Это другая галактика, но она, вероятно, взаимодействует с NGC 1203.